# Utena
Utena é uma cidade e um município distrital (Utenos rajono savivaldybė) no nordeste da Lituânia. A cidade de Utena é a capital do condado de Utena e a sede do município distrital de Utena. Utena é um dos assentamentos mais antigos do País, o nome da cidade é conhecido desde 1261.
Utena é uma cidade industrial. Ela é conhecida por suas fábricas de roupas, alimentos e bebidas. Nos últimos anos, entretanto, ruas, praças públicas e grandes áreas dos parques da cidade foram reconstruídas e atualmente Utena é mais atrativa para recreação e turismo.
O aniversário da cidade de Utena é comemorado no último fim de semana de setembro de cada ano.

## Geografia
| A cidade de Utena está localizada no nordeste na Lituânia, possui 15,1 km² de área e é a 8ª maior cidade em área do país. Quatro rios cortam o território: Vyžuona, Krašuona, Vieša e Utenėlė. Existem dois lagos: Dauniškis e Vyžuonaitis. A temperatura mais baixa registrada no país pertence a Utena (-42,9 °C em 1 de fevereiro de 1956). A cidade está dividido em 10 distritos: - Aukštakalnis - Ąžuolija - Centras (Centro) - Dauniškis - Pramonės rajonas (Distrito industrial) - Rašė - Vyturiai - Šilinė - Grybeliai - Krašuona |

### Parques e jardins
| City Garden | Dauniškis park | Krašuona Park |

| - Jardim da Cidade - Parque Vyžuona - Parque Dauniškis - Parque Krašuona | - Bosque de pinheiros Aukštakalnis - Parque Rašė - Parque Utenėlė - Parque Vieša |

## Demografia

### População
O município possuía 50.111 habitantes no censo de 6 de abril de 2001, em 2009 a estimativa era de 47.611 habitantes. As pricipais localidades do município são a cidade de Utena (sede), com 31.940 habitantes (2010), Užpaliai e Tauragnai.
| Ano  | população |
| ---- | --------- |
| 1939 | 6.276     |
| 1959 | 7.066     |
| 1979 | 23.461    |
| 1989 | 34.430    |
| 1999 | 36.100    |
| 2005 | 33.086    |
| 2006 | 32.881    |
| 2007 | 32.789    |
| 2008 | 32.572    |
| 2009 | 32.476    |
| 2010 | 31.940    |

## Cooperação internacional
Acordos de cooperação foram assinados com 6 cidades:
- Chełm, Polônia
- Kovel, Ucrânia
- Lidecopinga, Suécia
- Pontinia, Itália
- Preiļi, Letônia
- Třeboň, República Checa